# Delcourt (maison d'édition)
Pour les articles homonymes, voir Delcourt.
Le groupe Delcourt est une maison d'édition française de bande dessinée, de comics et de mangas.

## Histoire

Ancien logo.

En 1986, à la suite de la fusion de Charlie Mensuel et de Pilote, Guy Delcourt, alors rédacteur en chef de ce dernier, décide de créer sa propre société d'édition, Guy Delcourt Productions. Il emmène avec lui plusieurs auteurs comme Olivier Vatine et Thierry Cailleteau, auteurs du premier album publié par Delcourt, Galères balnéaires (premier épisode des Aventures de Fred et Bob), un recueil d'histoires courtes parues à l'origine dans Pilote.
À ses débuts, Delcourt se consacre essentiellement à la publication de traductions, à la réédition d'ouvrages épuisés ou à la publication d'albums collectifs. Il remporte son premier succès avec l'album La Bande à Renaud, adaptation de chansons de Renaud par un collectif de dessinateurs.
En donnant des cours à l'École des Beaux-Arts d'Angoulême, l'éditeur découvre des jeunes talents comme Alain Ayroles, Turf, Jean-Luc Masbou, Mazan, Claire Wendling ou Stéphane Servain.
De juin 2001 à juillet 2003, les éditions Delcourt font paraître une revue mensuelle de prépublication de ses séries, intitulée Pavillon rouge.
En 2001, Delcourt s'associe avec la maison d'édition Akata pour créer une collection manga sous le label « Delcourt/Akata ».
Les éditions Delcourt sont diffusées par Delsol, une société créée en partenariat avec les éditions Soleil en 2003 et distribuées par Hachette.
En août 2004 paraît le millième album de la maison.
Depuis avril 2005, sous l'impulsion de Thierry Mornet, anciennement employé chez Semic, Delcourt s'est lancé dans la publication de comics en kiosques avec plusieurs revues.
En juin 2011, Mourad Boudjellal cède la totalité des parts de Soleil Productions aux éditions Delcourt.
En juin 2013, les éditions Delcourt annoncent la séparation avec Akata, superviseur de la collection manga, pour la fin de l'année 2013,. Ainsi, Pierre Valls prend la direction de la collection manga de Delcourt à partir de janvier 2014, qui intègre à cette date la maison d'édition Tonkam comme collection de Delcourt. En 2016, à la suite du départ de Pierre Valls, directeur éditorial de la collection Delcourt Mangas, fin 2015, Delcourt fusionne ses deux labels manga. « Delcourt Mangas » et « Tonkam » deviennent une seule et même collection : « Delcourt/Tonkam ».
Début janvier 2021, le groupe communique sur son nouveau projet nommé « Verytoon », une plateforme numérique ayant pour thème les webtoons et lancée le 25 janvier de la même année. La création d'un label centré sur la bande dessinée coréenne, nommé « KBooks », est également annoncée ; Solo Leveling et Noblesse font partie des premiers titres qui seront édités. Face à la concurrence du secteur, la plateforme ne parvient cependant pas à être rentable et ferme ses portes le 31 juillet 2023.
Le 23 juillet 2024, Guy Delcourt annonce à ses auteurs être en négociations avec le groupe Editis en vue du rachat des Éditions Delcourt par ce dernier. Ce rachat a été avalisé par l'autorité de la concurrence le 20 décembre 2024. Le rachat est finalisé le 2 janvier 2025.

## Rythme des parutions
- 1986 : 3 nouveautés
- 1987 - 1989 : de 10 à 20 nouveautés par an
- 1989 - 1997 : de 20 à 50 nouveautés par an
- 1998 - 2001 : de 60 à 100 nouveautés par an
- 2002 : 104 nouveautés + 6 mangas
- 2003 : 116 nouveautés + 51 mangas
- 2004 : 140 nouveautés + 71 mangas
- 2005 : 212 nouveautés dont environ 80 mangas
- 2006 : 266 nouveautés dont 90 mangas, 45 comics et 22 titres jeunesse

## Prix dumeilleur album du festival d'Angoulême
- 1996 : Bone tome 1 : La Forêt sans retour de Jeff Smith
- 1999 : Cages de Dave McKean
- 2003 : Jimmy Corrigan de Chris Ware
- 2012 : Chroniques de Jérusalem de Guy Delisle
- 2014 : Come Prima d'Alfred
- 2018 : La Saga de Grimr de Jérémie Moreau
- 2024 : Monica de Daniel Clowes

## BD comportant un cahier graphique
Certaines BD des éditions Delcourt comportent, en plus de l'histoire classique, un cahier de huit à seize pages supplémentaires présentant des croquis de recherches, un story board, une histoire inédite ou même une pièce de théâtre, encarts souvent réservés aux éditions originales[réf. nécessaire].